# 新潟県道38号高田停車場線
新潟県道38号高田停車場線（にいがたけんどう38ごう たかだていしゃじょうせん）は、新潟県上越市を通る県道（主要地方道）である。

## 概要
起点は上越市の中心駅でもあるえちごトキめき鉄道妙高はねうまライン・高田駅。駅前から東進して高田駅入口交差点で県道579号（上越大通り）と交差。直進した先は市道となり、38号はこの交差点から南進した大手町交差点までの間、579号との重複区間となる。大手町交差点からは再び東にルートを変え、高田城址や市の文教・スポーツ施設を擁する高田公園のほぼ中央部を横断。中央橋で関川を渡り、新潟県立中央病院や新潟県立看護大学などを右手に望み、鴨島の住宅地を抜けた先、上新バイパスの鴨島インターチェンジが終点。以東は国道405号となる。
高田公園内の区間は4月上旬から中旬にかけて、桜が咲く風光明媚な姿が楽しめる。

### 路線データ
- 起点：高田駅
- 終点：上越市鴨島（鴨島IC、国道18号上新バイパス交点・国道405号終点）

## 歴史
- 1993年（平成5年）5月11日 - 建設省から、県道高田停車場線が高田停車場線として主要地方道に指定される[1]。

## 路線状況

### 別名・通称
- 高田駅前通り（高田駅 - 高田駅入口交差点）

### 重複区間
- 新潟県道579号上越脇野田新井線（高田駅入口交差点 - 大手町交差点）

## 地理

### 通過する自治体
- 上越市

### 交差する道路

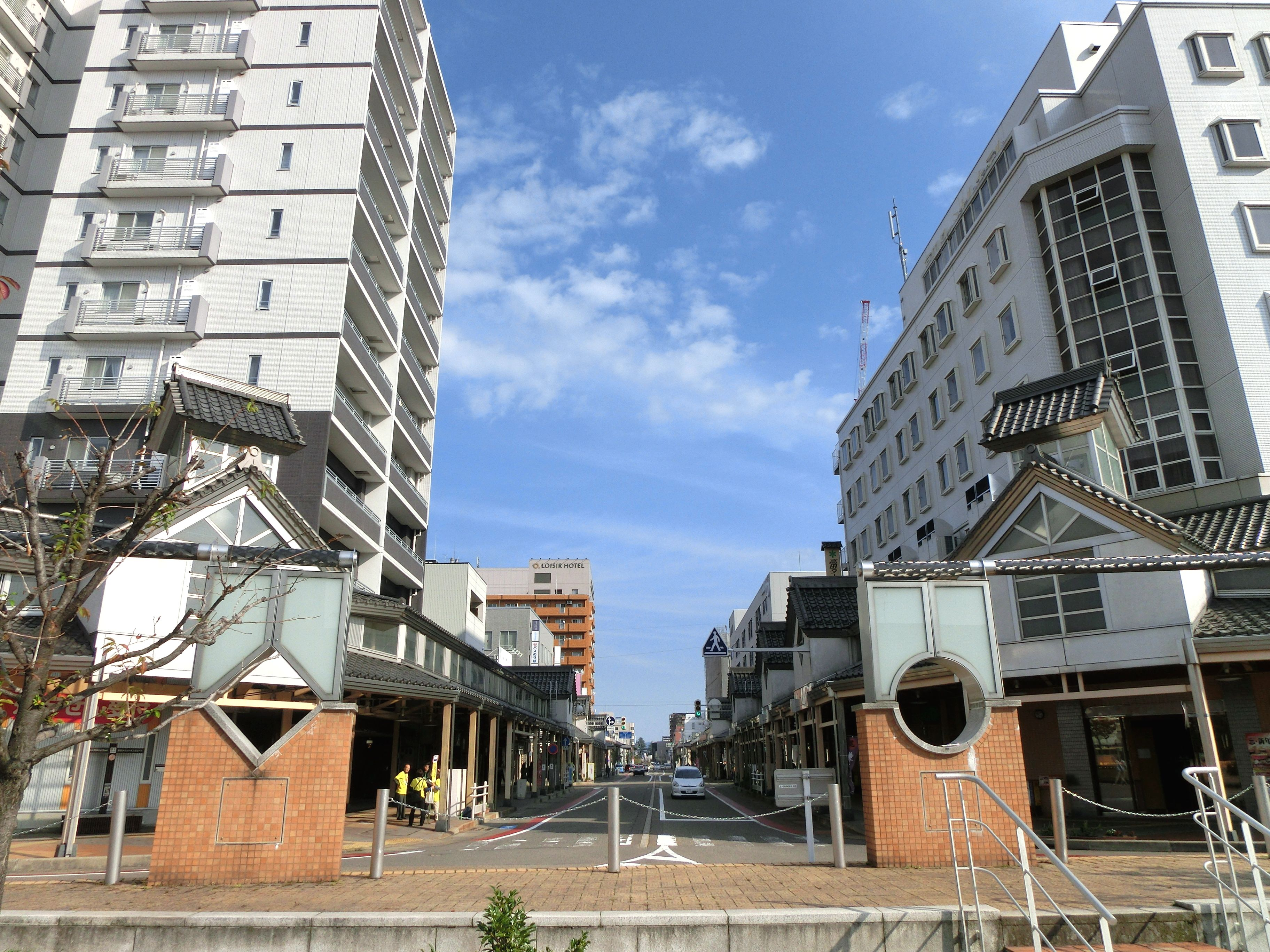
起点付近（高田駅前）

- 新潟県道198号青柳高田線（本町五丁目交差点）
- 新潟県道579号上越脇野田新井線（高田駅入口交差点 - 大手町交差点）
- 新潟県道186号板倉直江津線（鴨島一丁目交差点）
- 国道18号 上新バイパス・国道405号（鴨島IC、終点）